# Толеп (Бейнеуский район)
Толеп (каз. Төлеп, до 1991 года — посёлок Каменное) — село в Бейнеуском районе Мангистауской области Казахстана. Административный центр Толепского сельского округа. Находится примерно в 72 км к юго-востоку от села Бейнеу, административного центра района. Код КАТО — 473645100.

## Население
В 1999 году население села составляло 841 человек (435 мужчин и 406 женщин). По данным переписи 2009 года в селе проживало 876 человек (450 мужчин и 426 женщин).

## Инфраструктура
В селе функционируют средняя школа, дом культуры, библиотека, детский сад, два карьера, на которых ведётся добыча ракушеблоков, три фермерских хозяйства, две чайханы, два продуктовых магазина, бар.